# 1904年セントルイスオリンピックのハンガリー選手団
1904年セントルイスオリンピックのハンガリー選手団（1904ねんセントルイスオリンピックのハンガリーせんしゅだん）は、1904年7月1日から11月23日にかけてアメリカ合衆国のミズーリ州セントルイスで開催された1904年セントルイスオリンピックのハンガリー選手団、およびその競技結果。

## 概要
今大会は金メダル2個、銀メダル1個、銅メダル1個の合計4個のメダルを獲得した。

## メダル
| メダル | 選手名             | 競技 | 種目                |
| ------ | ------------------ | ---- | ------------------- |
| 金     | ゾルタン・ハルマイ | 競泳 | 男子50ヤード自由形  |
| 金     | ゾルタン・ハルマイ | 競泳 | 男子100ヤード自由形 |
| 銀     | キシュ・ゲーザ     | 競泳 | 男子1マイル自由形   |
| 銅     | キシュ・ゲーザ     | 競泳 | 男子880ヤード自由形 |